# Barry Stewart
Barry Stewart (nacido el 4 de febrero de 1988 en Shelbyville, Tennessee) es un exjugador estadounidense de baloncesto que disputó diez temporadas como profesional en diferentes equipos europeos. Con 1,93 metros de estatura, jugaba en la posición de escolta.

## Trayectoria deportiva
Es un escolta formado en los Bullgods de la Universidad Estatal de Misisipi. Tras no ser elegido en el draft de 2010, debutaría como profesional en Alemania, en las filas del TBB Trier.
La mayoría de su carrera profesional la disputaría en clubs de Bélgica y Alemania.
En verano de 2016, firma con el Tigers Tübingen, para volver a la Basketball Bundesliga, equipo con el que renovaría durante otra temporada al término de la 2016-17.